# Christoph Kohlbecker

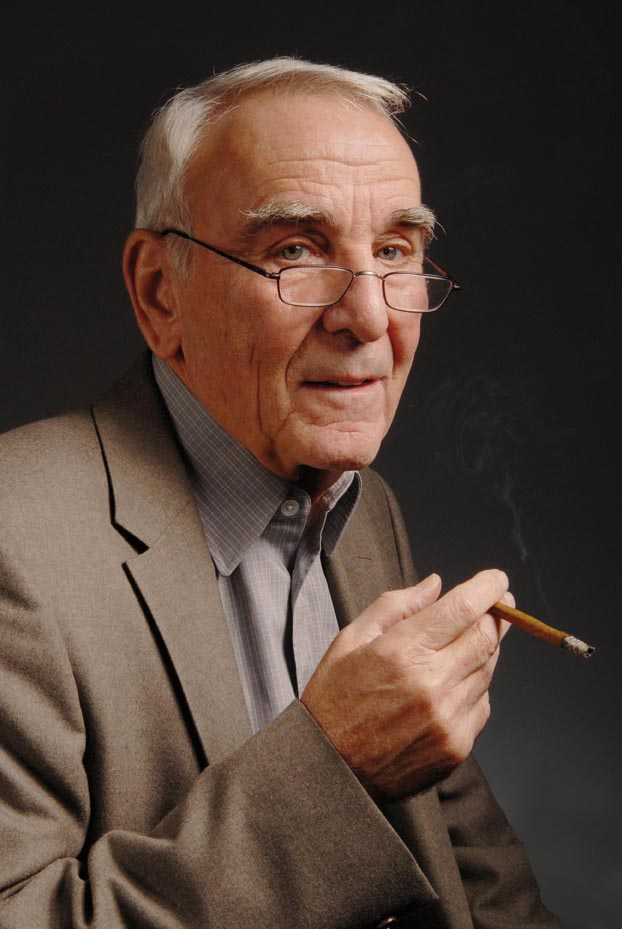
Christoph Kohlbecker (2008)

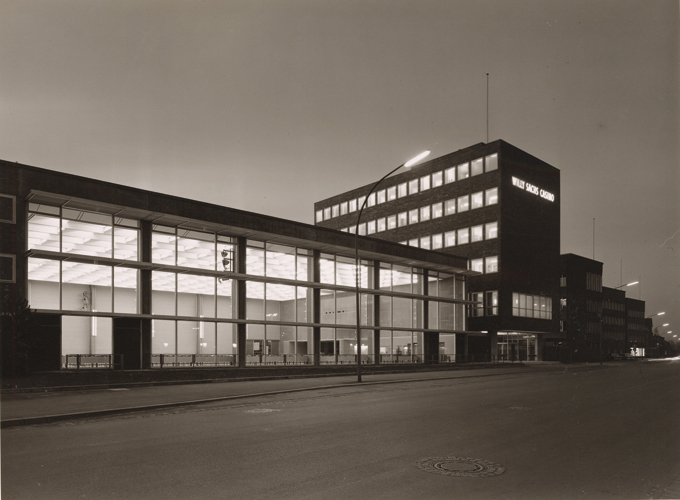
Fichtel & Sachs AG Schweinfurt, Neubau Verwaltung (1959)

Christoph Kohlbecker (* 19. März 1935 in Gaggenau; † 20. August 2020) war ein deutscher Architekt und Mitinhaber des Gaggenauer Architekturbüros Kohlbecker Architekten & Ingenieure, Kohlbecker Gesamtplan GmbH. Er war vor allem als Planer von Industrieanlagen, Forschungs- und Schulungszentren international bekannt. Zu seinen bekanntesten Projekten gehörten die gemeinsam mit Renzo Piano geplante Bebauung des Potsdamer Platzes in Berlin.

## Leben
Christoph Kohlbecker studierte nach seinem Abitur am Markgraf-Ludwig-Gymnasium Baden-Baden von 1954 bis 1959 Architektur an der Technischen Hochschule Karlsruhe bei Egon Eiermann. Nach seinem Studienabschluss als Diplom-Ingenieur im Jahre 1959 arbeitete Kohlbecker als selbstständiger Architekt und wurde Teilhaber im Architekturbüro seines Vaters Karl Kohlbecker (1906–1982). Er war an der Generalentwicklung und Erstellung von Industrieanlagen namhafter Unternehmen beteiligt, darunter die Daimler AG, IBM, Schott AG sowie Heidelberger Druckmaschinen. Es wurden zudem zahlreiche Bauten für die öffentliche Hand realisiert, hierzu zählten Verwaltungsgebäude, Schulen, Mehrzweckhallen und auch Kindergärten, sowie Wohnsiedlungen und Behindertenwerkstätten.
1984 wurde Kohlbecker als Lehrbeauftragter für den Bereich „Planung von Fabrikanlagen“ an die Universität Karlsruhe berufen und 1996 zum Honorarprofessor ernannt, er lehrte dort bis 2005.
1992 gewann Kohlbecker zusammen mit dem Büro Renzo Piano den 1. Preis in dem von der Daimler-Benz AG ausgeschriebenen Wettbewerb um die Bebauung des Potsdamer Platzes in Berlin. Ein Jahr später trat sein Sohn Matthias Kohlbecker als Mitglied in die Geschäftsleitung ein, sein Sohn Florian Kohlbecker kam im Jahre 2005 dazu. Im Jahre 2007 schied Christoph Kohlbecker aus der Geschäftsleitung aus, wirkte dort jedoch weiterhin beratend.
2010 erhielt Kohlbecker die Ehrenbürgerwürde der Stadt Gaggenau. Er war Ehrenmitglied des VFB Gaggenau sowie Vorsitzender, Präsident und Ehrenpräsident des Golf-Clubs Baden-Baden. Ehrenamtlich engagierte er sich für das Helmut-Dahringer-Haus, dem Stammhaus der Gaggenauer Altenhilfe e.V.

## Projekte (Auswahl)
- 1959: Sozialgebäude und Verwaltungsgebäude der Fichtel & Sachs AG in Schweinfurt
- 1959 (bis 2006): Werksanlagen der Daimler AG in Deutschland, Brasilien, Südafrika, der Türkei, Mexiko
- 1964–1972: Neubau des Inselhotels in Konstanz
- 1968–1972: Neubau der Polizeischulen in Lahr und Biberach
- 1968–1980: Neubauten und Ausbauten von Werksanlagen IBM Deutschland GmbH in Böblingen, Sindelfingen, Hannover

- 1970–2002: Kundencenter der Daimler AG in Sindelfingen, Bremen, Untertürkheim, Rastatt, Ulm
- 1978: Neu- und Umbauten der Rheuma-Klinik Baden-Baden

- 1982–2010: Werksanlagen der Heidelberger Druckmaschinen in Amstetten
- 1986–1990: DB Forschungszentrum Ulm (in Kooperation mit Richard Meier)

- 1992–2000: Bebauung am Potsdamer Platz in Berlin (in Gemeinschaft mit Renzo Piano)
- 1994: Bauten der Schott Ceran in Mainz-Bingen
- 1995: Logistikzentrum der Tchibo GmbH in Zarrentin
- 1998: Mercedes-Event-Center in Sindelfingen

- 2001: Maybach Center of Excellence in Sindelfingen
- 2004: Seniorenpflegeheim „Oskar-Scherrer-Haus“ in Gaggenau
- 2006: Mercedes-Benz Center in Stuttgart
- 2007: Evobus Kundenzentrum in Neu-Ulm
- 2008: Entwicklungs- und Versuchszentrum der Daimler AG in Wörth
- 2009 und 2010: Produktionsanlagen der Eirich GmbH in Külsheim und Hardheim